# Яне Янев (революционер)
Яне Георгиев Янев е български революционер, деец на Вътрешната македоно-одринска революционна организация и Върховния македоно-одрински комитет.

## Биография
Яне Янев е роден през 1868 година в костурското село Здралци, тогава в Османската империя, днес в Гърция. Влиза във ВМОРО и взима участие в Илинденско-Преображенското въстание през лятото на 1903 година с отряда на Васил Чекаларов. Сражава се при село Черешница, участва в превземането на Невеска, в превземането на Клисура, в сражението при Прекопана. По-късно е във върховистката чета на полковник Анастас Янков, с която се сражава при Горно Броди.
На 9 март 1943 година, като жител на Бургас, подава молба за народна пенсия, която е одобрена и отпусната от Министерския съвет на Царство България.